# Sober (Lugo)
Sober ist eine spanische Gemeinde (Concello) mit 2.129 Einwohnern (Stand: 2024) in der Provinz Lugo der Autonomen Gemeinschaft Galicien.

## Geografie
Sober liegt am südlichen Rand der Provinz Lugo an der Grenze zur Nachbarprovinz Ourense, ca. 60 Kilometer südlich der Provinzhauptstadt Lugo.
Umgeben wird Sober von den sechs Nachbargemeinden:
| Pantón                       |                                              | Monforte de Lemos         |
|                              | Kompassrose, die auf Nachbargemeinden zeigt  |                           |
| Nogueira de Ramuín (Ourense) | Parada de Sil (Ourense) A Teixeira (Ourense) | Castro Caldelas (Ourense) |

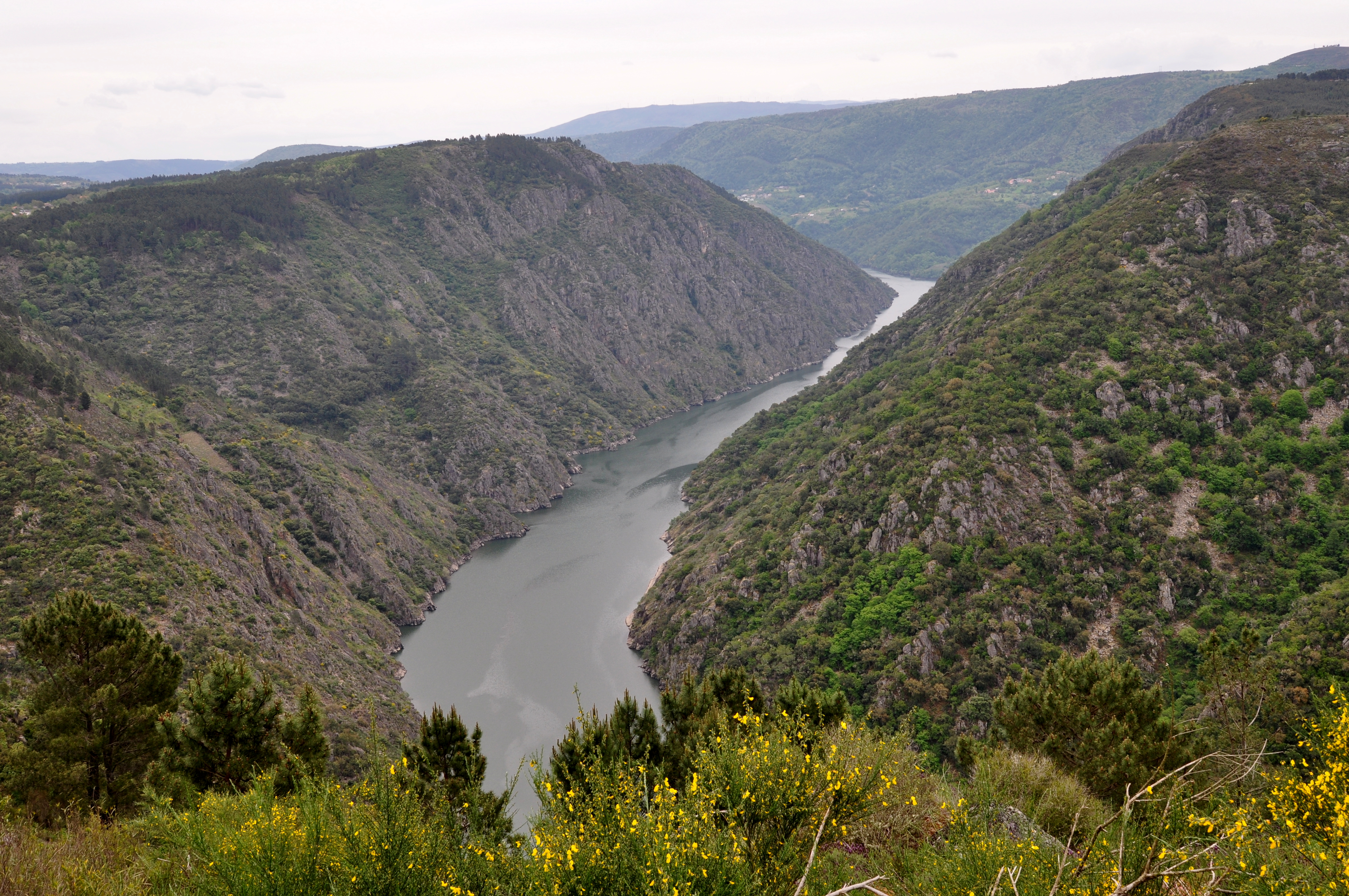
Sil-Canyon

Das Gemeindegebiet wird vom Sil-Becken eingerahmt, das zusammen mit dem Cabe als Gemeindegrenze im Süden und Westen fungiert. Viele andere Bäche fließen durch dieses Land, darunter der Camilo, der Acea, der San Mateo, der Lampaza, der Sante, der Fervedón, der Regato das Lamas, der Pousavedra und der Portizó, der eine Fallhöhe von mehr als 250 m aufweist. Den wichtigsten Naturraum bildet die Schlucht des Sil. Die Granitwände rahmen den Flusslauf in bis zu 500 m Tiefe ein und bilden den sogenannten Sil-Canyon.
Dieser und ein Gebiet entlang des Cabe bis zur Mündung in den Sil sind Bestandteile eines Schutzgebiets des Natura 2000-Netzes mit einer Gesamtgröße von 59 km².

## Klima
|                        | Jan | Feb  | Mär  | Apr  | Mai  | Jun  | Jul  | Aug  | Sep  | Okt  | Nov  | Dez  |   |      |
| Mittl. Temperatur (°C) | 5,7 | 6,1  | 8,5  | 10,5 | 13,4 | 17,1 | 18,9 | 19,3 | 17,4 | 13,6 | 8,5  | 6,3  | ⌀ | 12,1 |
| Mittl. Tagesmax. (°C)  | 9,5 | 10,6 | 13,4 | 15,4 | 18,4 | 22,4 | 24,6 | 25,2 | 23,1 | 18,2 | 12,3 | 10,2 | ⌀ | 17   |
| Mittl. Tagesmin. (°C)  | 2,3 | 2    | 3,8  | 5,5  | 8,3  | 11,7 | 13,5 | 13,7 | 11,9 | 9,2  | 5,1  | 2,8  | ⌀ | 7,5  |
|                        |     |      |      |      |      |      |      |      |      |      |      |      |   |      |
| Niederschlag (mm)      | 128 | 96   | 101  | 108  | 94   | 61   | 36   | 40   | 67   | 133  | 141  | 133  | Σ | 1138 |
|                        |     |      |      |      |      |      |      |      |      |      |      |      |   |      |
| Sonnenstunden (h/d)    | 3,8 | 4,8  | 5,9  | 6,7  | 7,9  | 8,8  | 9,0  | 9,0  | 8,2  | 6,2  | 4,1  | 4,0  | ⌀ | 6,5  |
|                        |     |      |      |      |      |      |      |      |      |      |      |      |   |      |
| Regentage (d)          | 10  | 9    | 9    | 11   | 10   | 7    | 5    | 5    | 7    | 10   | 11   | 10   | Σ | 104  |
|                        |     |      |      |      |      |      |      |      |      |      |      |      |   |      |
| Luftfeuchtigkeit (%)   | 86  | 82   | 78   | 78   | 77   | 73   | 70   | 68   | 70   | 79   | 85   | 85   | ⌀ | 77,6 |

| 2,3 |

| 2 |

| 3,8 |

| 5,5 |

| 8,3 |

| 11,7 |

| 13,5 |

| 13,7 |

| 11,9 |

| 9,2 |

| 5,1 |

| 2,8 |

| 2,3 |

| 2 |

| 3,8 |

| 5,5 |

| 8,3 |

| 11,7 |

| 13,5 |

| 13,7 |

| 11,9 |

| 9,2 |

| 5,1 |

| 2,8 |

Das Klima zeichnet sich durch mäßig warme Sommer und relativ milde Winter aus. 47 % der Niederschläge fallen in den Monaten Oktober bis Januar. Der November ist der feuchteste Monat des Winters und fast viermal so niederschlagsreich wie der Juli, der trockenste Monat des Sommers. Niederschlagsmengen und Anzahl der Regentage pro Monat nehmen in den Sommermonaten Juni bis September deutlich ab. Das Klima ist als Mittelmeerklima (Csb-Klima) klassifiziert. 

## Bevölkerungsentwicklung der Gemeinde
Quelle: INE-Archiv – grafische Aufarbeitung für Wikipedia
Nach einem Anwachsen der Gemeindegröße auf über 10.000 Einwohner um 1940 sank die Zahl der Bevölkerung in der Folgezeit stetig bis unter 2.500.
| Männer | Alterstufe | Frauen |
| ------ | ---------- | ------ |
| 3      | 100+       | 9      |
| 8      | 95–99      | 17     |
| 28     | 90–94      | 52     |
| 76     | 85–89      | 100    |
| 70     | 80–84      | 97     |
| 82     | 75–79      | 100    |
| 86     | 70–74      | 91     |
| 93     | 65–69      | 77     |
| 98     | 60–64      | 89     |
| 86     | 55–59      | 64     |
| 58     | 50–54      | 68     |
| 63     | 45–49      | 75     |
| 75     | 40–44      | 52     |
| 60     | 35–39      | 58     |
| 47     | 30–34      | 41     |
| 40     | 25–29      | 31     |
| 30     | 20–24      | 31     |
| 33     | 15–19      | 19     |
| 22     | 10–14      | 20     |
| 22     | 5–9        | 31     |
| 20     | 0–4        | 21     |

Am 1. Januar 2021 waren ca. 48 % der Bevölkerung (50 % der Männer, 45 % der Frauen) im erwerbsfähigen Alter (20–64), während dieser Wert für ganz Spanien ca. 61 % betrug.
Eine erhebliche Überalterung der Bevölkerung der Gemeinde zeigt folgende Tabelle, bei der das Verhältnis von Gruppen von älteren Personen mit Gruppen von Personen der jüngeren Generation verglichen wird:
| Alter | Anzahl Personen | Alter | Anzahl Personen | Provinz | Galicien | Spanien |
| ----- | --------------- | ----- | --------------- | ------- | -------- | ------- |
| 60–64 | 100             | 20–24 | 33              | 49      | 58       | 79      |
| 55–59 | 100             | 15–19 | 35              | 45      | 57       | 71      |
| 50–54 | 100             | 10–14 | 33              | 47      | 56       | 68      |

## Gemeindegliederung
Die Gemeinde Sober ist in 22 Parroquias gegliedert:
| Parroquias           | Patrozinium  | Einwohner 2024 | Fläche km² | Dichte Einw./km² | Höhe msnm | Ortskennzahl |
| -------------------- | ------------ | -------------- | ---------- | ---------------- | --------- | ------------ |
| Amandi               | Santa María  | 41             | 6,56       | 6                | 606       | 27059010000  |
| Anllo                | Santo Estevo | 175            | 11,08      | 16               | 349       | 27059020000  |
| Arroxo               | San Martiño  | 338            | 1,17       | 289              | 373       | 27059040000  |
| Barantes             | San Xoán     | 50             | 3,01       | 17               | 557       | 27059050000  |
| Bolmente             | Santa María  | 126            | 14,09      | 9                | 565       | 27059060000  |
| Brosmos              | Santa Cruz   | 51             | 5,93       | 9                | 440       | 27059070000  |
| Bulso                | San Pedro    | 29             | 3,91       | 7                | 445       | 27059080000  |
| Canaval              | San Pedro    | 133            | 2,69       | 49               | 276       | 27059090000  |
| Doade                | San Martiño  | 122            | 19,66      | 6                | 542       | 27059100000  |
| Figueiroá            | San Salvador | 53             | 4,14       | 13               | 468       | 27059110000  |
| Gundivós             | Santiago     | 137            | 10,77      | 13               | 398       | 27059120000  |
| Liñarán              | San Martiño  | 11             | 1,40       | 8                | 407       | 27059130000  |
| Lobios               | San Xillao   | 56             | 5,75       | 10               | 527       | 27059140000  |
| Millán               | San Nicolao  | 47             | 1,80       | 26               | 333       | 27059150000  |
| Neiras               | San Salvador | 93             | 9,90       | 9                | 322       | 27059160000  |
| Pinol                | San Vicente  | 60             | 5,55       | 11               | 530       | 27059170000  |
| Proendos             | Santa María  | 180            | 6,68       | 27               | 466       | 27059180000  |
| Refoxo               | Santo Estevo | 66             | 3,24       | 20               | 383       | 27059190000  |
| Rosende              | San Miguel   | 104            | 3,37       | 31               | 365       | 27059200000  |
| San Martiño de Anllo | San Martiño  | 148            | 5,04       | 29               | 414       | 27059030000  |
| Santiorxo            | San Xurxo    | 56             | 4,37       | 13               | 496       | 27059210000  |
| Vilaescura           | Santa María  | 102            | 3,29       | 31               | 342       | 27059220000  |

Der Hauptort der Gemeinde, Sober, befindet sich in der Parroquia Arroxo.

## Geschichte
Die Geschichte von Sober in der Cormarca Terra de Lemos ist zu einem großen Teil von ihrer strategischen geografischen Lage geprägt, vor allem als Straßenkreuzung zu den Nachbarländern von Ourense. Die an den Ufern des Flusses Sil angesiedelten Mönchsorden und die Familie der López de Lemos, Herren von Sober, Ferreira de Pantón und Amarante prägten weitgehend das historische Ereignis dieser Gemeinde.
Die Fruchtbarkeit der Felder von Sober hat dazu geführt, dass sie seit der Antike als die besten landwirtschaftlichen Böden auf Lemos gelten. Dieser Reichtum der Ländereien von Sober führte dazu, dass sie im Mittelalter aufgrund ihrer reichen Produktion von Feudalherren und Klöstern begehrt wurden.
Die ersten schriftlichen Nachrichten von Lemos gehen hauptsächlich auf Plinius den Älteren zurück, den römischen Naturforscher und Prokurator von Hispania Citerior im Jahre 73 n. Chr. Dieser erwähnte in seiner Naturalis historia die Lémavos als einen Stamm, der in der heutigen Region von Lemos ansässig ist und dessen Hauptstadt in Castro Dactonium, dem heutigen Monforte, befestigt ist. Der griechische Geograph Ptolemäus ergänzte und bestätigte später die von Plinius gelieferten Daten über die Völker, die im zweiten Jahrhundert nach Christus in Galicien lebten.
In Sober waren die Ufer der Flüsse Cabe und Sil, wie in anderen Teilen unserer Geografie, Anziehungspunkte, in denen sich diese ersten Jägerstämme ansiedelten, die nach Galicien kamen. Überreste, die diese neolithischen Männer hinterlassen haben, sind in den Parroquias Bolmente, Anllo, Brosmos, Doade, Figueiroá, Pinol und Proendos zu finden.
An diesen Orten kann man noch die Überreste von Begräbnisanlagen aus der Megalithzeit sehen, die aus einem Dolmen bestehen, der von einem Erdhügel mit einem kreisförmigen Grundriss von etwa fünf Metern Höhe bedeckt ist.
Auch die sogenannten Höhlenskulpturen oder Petroglyphen sind in die Vorgeschichte von Sober eingerahmt. Unter diesem Namen kennen wir die zahlreichen Sätze von freiliegenden Gravuren, die über die galicische Geografie verteilt sind. Obwohl sie eine vielfältige typologische Bandbreite haben, sind sie charakteristisch für ihre kreisförmigen Kombinationen mit ihrem breiten und komplexen Spektrum, so die Forscher Peña Santos und Vázquez Varela. In Sober sind zahlreiche Petroglyphen erhalten, die meisten davon in Proendos und auch in den Parroquias von Figueiroá und Millán. Ihre Bedeutung ist unklar, obwohl ihnen eine magisch-religiöse Symbolik zugeschrieben wird. Chronologisch reicht diese künstlerische Manifestation in die Bronzezeit zwischen 1800 und 1700 v. Chr. zurück.

## Sehenswürdigkeiten
In den Ländern von Sober finden wir künstlerische Überreste von der Vorgeschichte bis zur Neuzeit. Neolithische und metallzeitliche Menschen mit ihren Skulpturen und megalithischen Konstruktionen haben an diesen Orten deutliche Spuren ihrer Anwesenheit hinterlassen. Die Castrokultur war in Sober stark vertreten. Tatsächlich gehörten die ersten Herrscher zu einem der Stämme, die Plinius „Lémavos“ nannte und die in der heutigen Region Lemos lebten. Die Römer, die über den Lauf des Flusses Sil eindrangen, hinterließen auch in Sober ihre Spuren, wenn auch in geringerem Maße, wie auch die Sueben und die Araber.
Aber es war die Romanik als Kultur und künstlerischer Stil, die ihre größten Spuren an den Ufern des Sil hinterließ. Das Phänomen der Pilgerfahrt nach Santiago de Compostela führte zum Zustrom von Menschen nach Galicien und erlangte im 12. Jahrhundert große Bedeutung. Ab dem 11. Jahrhundert waren die Monarchen der verschiedenen Königreiche sowie die religiösen Orden für den Bau und die Instandhaltung der Infrastrukturen verantwortlich, die die Pilgerfahrt ermöglichten, insbesondere Brücken und Krankenhäuser. Der kontinuierliche Personenverkehr entlang dieser Strecke begünstigte den Handels- und Ideenverkehr. Sie führten auch Kolonisationsarbeiten auf unbewohntem Land durch. Neue Städte und Dörfer wurden geboren und der Klerus baute Einsiedeleien, Kapellen und Kirchen, um den Bedürfnissen der Religion gerecht zu werden. Durch das Sil kam die romanische Kultur in Sober, die neben den autochthonen Formen und Ideen die neuen Entwürfe aus Europa und dem Norden der Halbinsel einbezog. Die Pfarrkirchen von Canaval, Proendos, Lobios und Pinol sind unter anderem das Ergebnis in Nüchternheit der Blütezeit, die für Galicien das Phänomen der Wallfahrten darstellte.
- Petroglyph von Figueiroá und Proendos

In der Parraquia San Salvador de Figueiroá auf dem Hügel namens Os Cótaros ist in einem Felsen ein einzigartiger Petroglyph in kreisförmigen Konturen erhalten, die denen des Xestal in der benachbarten Parraquia Proendos sehr ähnlich ist. Hier in den Felsen namens As Portelas, Xestales, O Cabalo, Toxaes und Palomar gibt es auch prähistorische Skulpturen in kreisförmiger Form.
- Kirche Santa María de Bolmente

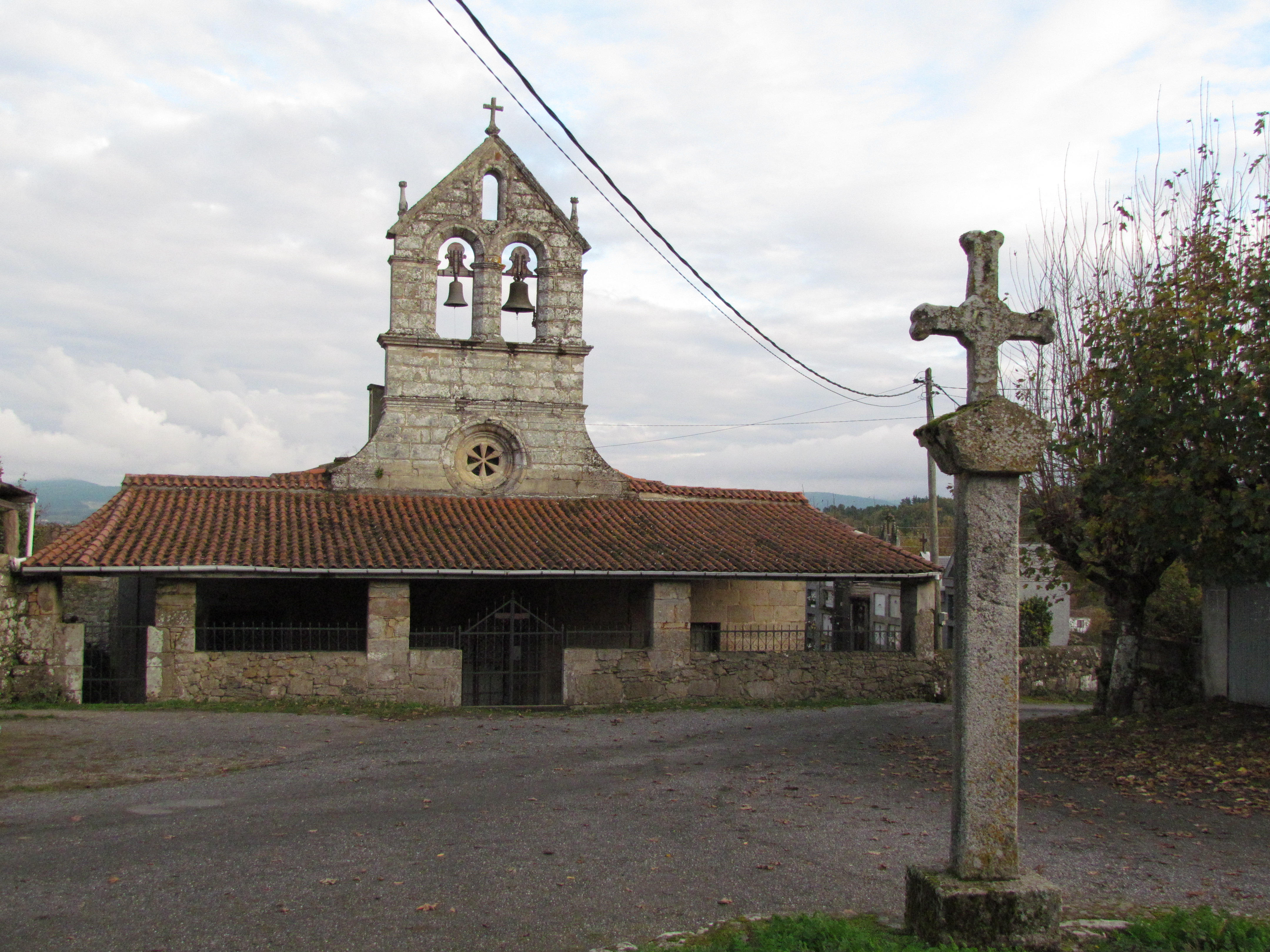

Bolmente ist eine Parraquia im Süden der Gemeinde und grenzt an den Fluss Sil. Diese Pfarrei erschien im 9. Jahrhundert und wird in einer Spende an das Kloster Santa Cristina de Ribas de Sil in der heutigen Nachbargemeinde Parada de Sil erwähnt. Die Grafen von Lemos übten die Gerichtsbarkeit aus.
Die Kirche von Bolmente, wahrscheinlich romanischen Ursprungs, wurde Ende des 18. Jahrhunderts wieder aufgebaut und bewahrt romanische Überreste in der Struktur des Mittelschiffs und anderen Teilen der Kirche. Es hat einen basilikalen Grundriss mit drei Schiffen und einem prächtigen Glockenturm an der Fassade.
- Kirche San Pedro de Canaval

Die Parraquia Canaval liegt am Ufer des Flusses Cabe im nördlichen Teil der Gemeinde. Einige Historiker bringen den Namen Canaval mit einer römischen Militärabteilung in Verbindung, die sich in der Nähe von Castro Dactonio, der Hauptstadt des Landes Lemos, befand. Die Kirche dieser Stadt ist mit dem Kloster San Pedro de Valverde in Monforte de Lemos aus dem 12. Jahrhundert verbunden. Ein Dokument aus dem Jahre 1115 belegt die Schenkung eines gewissen Munio Romariz dieser Kirche an das Kloster, In der Mitte des folgenden Jahrhunderts ist es mit dem Templerorden verbunden, blieb bis zu seiner Auflösung in seinen Händen und fiel anschließend an das Haus Lemos.
Der jetzige Zustand der Kirche entspricht der Restaurierung im 18. Jahrhundert. Es handelt sich um einen rechteckigen Bau mit einer gleichförmigen Apsis und der an der Nordseite angebauten Sakristei. Von seinen einfachen romanischen Spuren sind nur wenige Formen aus dem 13. Jahrhundert an seiner Hauptfassade und im Inneren erhalten. Der Haupteingang im romanischen Stil besteht aus einem Halbkreisbogen mit drei Archivolten mit rechteckigem Querschnitt und spitzen Zacken im äußersten. Sie ruhen auf zwei Säulenpaare. Diese haben kubische Kapitelle und ihre Basen und Schäfte sind glatt, ebenso wie das Tympanon.
- Kirche von San Xulián de Lobios

Lobios liegt im südlichen Gemeindegebiet, ganz in der Nähe des Flusses Sil. Die Kirche von Lobios mit dem Namen Mosteiro, nach dem sie benannt wurde, muss mit einem Klosterzentrum verbunden gewesen sein.
Die Kirche von Lobios ist ein Beispiel ländlicher romanischer Architektur aus dem 13. Jahrhundert mit Übergang zur Gotik. Die Sakristei ist späteren Datums und der Glockenturm im Barockstil gehalten.
Sie hat ein rechteckiges Kirchenschiff mit einer rechteckigen Apsis. Zwei äußere Stützpfeiler auf jeder Seite unterteilen die seitlichen Erhebungen in drei kleine Abschnitte. Die Hauptfassade hat einen Eingang, der auf einem vorspringenden Brett gebaut ist, das ihr Gewände hervorhebt, mit einem Spitzbogen, mit vier mit Rosetten und Kugeln verzierten Türpfosten. Die Kapitelle der drei Säulen mit monolithischen Schäften zeigen Pflanzenmotive. Ein Tympanon fehlt. Im oberen Teil des Hauptportals befindet sich ein Fenster im Ajimez-Stil mit gotischem Maßwerk.
Auf der Südseite befindet sich ein weiteres Portal mit einer ähnlichen Struktur wie die vorherige mit einem ebenfalls markanten, stark ausgestellten Gewände. Die Bögen sind vier zugespitzte Stabarchivolten, die mit Rosetten und Kugeln verziert sind. Die Säulen mit monolithischen Schäften ruhen auf glatten Sockeln und enden in Kapitellen, die mit Phantasietieren verziert sind. Im oberen Teil öffnen sich zwei Fenster mit Rundbögen. An der Dachtraufe gibt es Konsolen mit unterschiedlichen Themen, die von den menschlichen Figuren bis zum Tier reichen als auch pflanzliche Motive zeigen.
Auf der Nordseite befindet eine Spitzbogentür, die derzeit zugemauert ist. Im oberen Bereich befindet sich ein Fenster mit einem Rundbogen.
Die Apsis ist rechteckig und wird durch zwei Säulen, die von ineinandergreifenden Kapitellen flankiert werden, in zwei Abschnitte geteilt. Im Inneren befindet sich ein Abschnitt vor der Apsis, bedeckt mit einem Rippengewölbe, das auf Säulen ruht, deren Kapitelle Symbole darstellen, die mit Darstellungen der vier Evangelistensymbole verziert sind: geflügelter Mensch, Stier, Löwe und Adler. Im Inneren der Kirche sind auch interessante Reste von Wandmalereien erhalten.
- Kapelle da Raíña dos Anxos (Königin der Engel)

In der Nähe der Kirche von Lobios befindet sich die einzigartige Kapelle, die der „Königin der Engel“ gewidmet ist, die kürzlich von den Einheimischen restauriert wurde und deren Ursprünge bis ins 10. Jahrhundert zurückverfolgt werden kann.

## Wirtschaft
| Ackerbau, Viehzucht und Fischerei                                                  | 052 | 07,98  |
| Industrie                                                                          | 084 | 012,88 |
| Bauwirtschaft                                                                      | 073 | 011,20 |
| Dienstleistungsbetriebe                                                            | 443 | 067,94 |
| Total                                                                              | 652 | 100,00 |
| * Daten aus dem Statistischen Amt für Wirtschaftliche Entwicklung in Galicien, IGE |     |        |

## Verkehr
Die Hauptzufahrtsstraße zur Gemeinde ist die Nationalstraße N-120, die nahe an der nördlichen Gemeindegrenze verläuft. Sie verbindet die Gemeinde im Norden mit Monforte de Lemos und im Süden mit Ourense über Pantón.